# Grupo Editorial Sinos

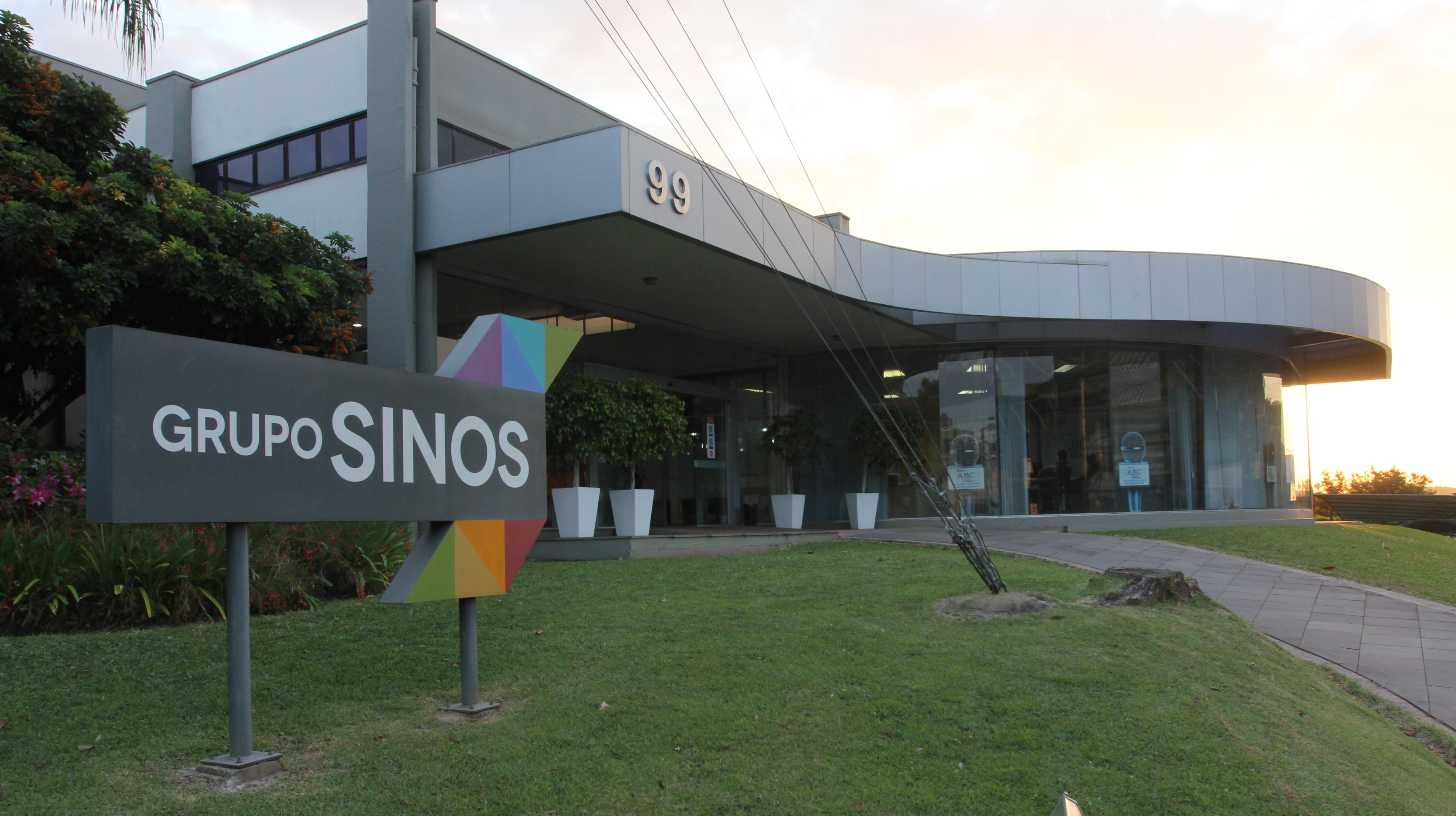
Sede do Grupo Editorial Sinos, em Novo Hamburgo

Grupo Sinos é um conglomerado de mídia do Brasil. É líder em jornalismo hiperlocal.

## História
Foi criado em 20 de dezembro de 1957, pelos irmãos Paulo Sérgio e Mário Alberto Gusmão que lançaram o Jornal SL (depois chamado de Jornal VS) em São Leopoldo. Era um tabloide quinzenal, com oito páginas, produzido quase artesanalmente com os chamados “tipos de caixa” (cada palavra era montada letra a letra com peças retiradas de uma caixa). Em seis meses, o periódico se tornou semanal.[carece de fontes?]
Os fundadores cruzaram o Rio dos Sinos e fundaram, em 19 de março de 1960, o Jornal NH em Novo Hamburgo, que veio a se tornar o principal negócio do Grupo. As primeiras edições do Jornal NH eram produzidas incialmente em uma sala na Avenida Pedro Adams Filho; a circulação acontecia às sextas-feiras, passando, depois, a ser bissemanal, veiculado também às quartas.[carece de fontes?] Um dos cadernos temáticos do NH foi criado em novembro de 1969.[carece de fontes?]
Em novembro de 2012, dois diários foram incorporados à empresa: Correio de Gravataí, fundado em 1983, e Diário de Cachoeirinha, fundado em 2003, com foco comunitário

## Prêmio
Em 2014, o Jornal NH On-line conquistou o 1º lugar no 3º Prêmio da Associação de Defensores Públicos do Estado do Rio Grande do Sul (Adpergs) na categoria Novas Mídias com a reportagem “Uma segunda chance atrás das grades”, do jornalista Marcelo Collar e do fotógrafo Rodrigo Rodrigues.